# 弗里蒙特 (伊利諾伊州)
弗里蒙特（英語：Fremont）是位於美國伊利諾伊州克林頓縣的一個鬼鎮。由於此地已於19世紀被荒廢，本地已無人居住。

## 地理
弗里蒙特的座標為38°43′39″N 89°31′12″W / 38.72750°N 89.52000°W，而該地的平均海拔高度為155米（即509英尺）。